# Ечмиадзинско евангелие
Ечмиадзинското евангелие (на арменски: Էջմիածնի Ավետարան) е известен илюстриран арменски ръкопис, паметник на книжното изкуство на средновековната Армения. Създаден е в края на 10 век в Сюникското царство, в манастира Бхено Нораванк. Ръкописът е четвероевангелие, добре запазен, съдържа миниатюри от три различни периода – 6-и, 10-и и 11/12 век. Подвързията е с корици от слонова кост, покрити с резба на евангелски сцени. Кодексът се съхранява в Института за древни ръкописи Матенадаран (MS 2374).

## История
Ръкописът е със запазен първи колофон, който съдържа данните за неговото създаване. Записът в него съобщава, че четвероевангелието е завършено през 989 г., книгописецът е Ованес, а поръчителят е епископ Степанос. Кодексът е създаден в скриптория на манастира Бхено Нораванк в областта Вайоц Дзор, недалеч от град Горис, Сюникското царство. Според записа в друг колофон, написан почти 200 години по-късно, през 1173 г. ръкописът се намира в манастира Св. Степанос в Махарда. През 1847 г. се пренася оттам в Ечмиадзин при архимандрита и бъдещия католикос Макар I Тер-Петросян, който събира древните арменски ръкописи в библиотеката на католикосата. В тази библиотека през 1891 г. се поставя начало на проучването на ръкописа.
Изучаването на Ечмиадзинското евангелие е дълго и сложно. Първите заключения са, че това е сирийски ръкописен паметник от 6 век. 20 години по-късно се утвърждава мнението, че началните миниатюрите на ръкописа са дело на арменски художник от 10 век, който възпроизвежда по-ранния сирийски образец. След още 10 години се установява, че тези миниатюри са създадени едновременно с преписването на кодекса. По-нататъшните проучвания определят датите на рисунките по полетата – 11/12 век, и на четирите пълностранични миниатюри в края на кодекса – 6 век.

## Описание
Кодексът, подобно на повечето арменски ръкописи от ранния период, е с голям формат, 34 х 27,5 cm. Изработен е от тънък, лек и добре обработен пергамент. Подвързията е с корици от резбована слонова кост. Текстът е написан с едър еркатагир (арменски унциал) и разпределен върху страниците с преценени пропорции и разстояния между редовете. Ръкописът е в неочаквано добро състояние. Цветовете са със запазена свежест и яснота, което се дължи не само на високото качество на използваните бои, но и на нанесения върху тях тънък, едва забележим слой прозрачен лак.
Живописната украса на евангелието се състои от 15 миниатюри, събрани в една тетрадка. В съответствие с ранната арменска традиция те са разположени в началото на ръкописа, пред неговия основен текст. Първият лист е с изписаното от двете му страни послание на Евсевий. Следващите четири листа са със седем хорани с „Каноните на съгласие“ на Евсевий. Върху обратната страница на петия лист е разположена миниатюра на малък храм, наречен от изследователите на евангелието „Темпието“. С „Темпието“ завършва декоративната част на живописния цикъл и следва илюстративната. Тя започва на съседната до „Темпието“ страница с миниатюра, изобразяваща Христос между двама апостоли. На следващите страници, една до друга, са две миниатюри с портретите на евангелистите. След тях, на две съседни страници, са миниатюрите „Богородица с младенеца“ и „Жертвоприношение на Авраам“. Извън тетрадката, на края на кодекса са включени два листа от по-ранен ръкопис. Техните пълностранични миниатюри са разположени от двете им страни и изобразяват евангелските епизоди „Благовещение на Захария“, „Благовещение“, „Поклонение на влъхвите“ и „Кръщение“.

## Миниатюри
Ечмиадзинското евангелие заема специално място в историята на арменското средновековно изкуство поради редица обстоятелства. Сред тях са: уникалността на паметника, който обединява хилядолетния илюстриран ръкопис, скъпоценната подвързия от слонова кост и четирите финални миниатюри от 6 век; високото художествено ниво на миниатюрите и на резбата на слоновата кост; редките като вид илюстрации, представящи историята на ранното християнско изкуство; отличната запазеност на всички компоненти на паметника.

### Миниатюри от 6 век
Последните четири миниатюри на Ечмиадзинското евангелие с техен экспресивен художествен език и качество на живописта са особено важни с оглед историята на арменското изкуство. Фактът на тяхното съществуване потвърждава високото ниво на развитие на изобразителното изкуство в Армения през ранното Средновековие.
Миниатюрите следват темите на ранното християнство. Те са нарисувани от двете страни на два листа и стилистически напомнят някои византийски икони от 5-и и 6 век. Особена роля за предаването на образното съдържание играе цветовата палитра. Тоновете са наситени и запълват цялото графично пространство с плътен слой.
Първата от миниатюрите, „Благовещение на Захария“, представя сцена, много рядко използвана в илюстрациите на евангелията. Среща се в някои сирийски ръкописи и включването ѝ в евангелския цикъл е практика, характерна само за ранното Средновековие. Тя има семантична и иконографска аналогия с миниатюрата „Благовещение“ и обичайното им разположение е една до друга на съседни страници. В Ечмиадзинския ръкопис, обаче, това правило не е спазено, и миниатюрите са нарисувани от двете страни на един лист. Предполага се, че илюстраторът от 6 век, използвайки старите образци на евангелия и заимствайки от тях сцената със Захария, не познава и съответно не спазва първоначалния композиционен принцип на ансамбъла, в резултат на което се губи смисловата връзка между двете миниатюри.
На миниатюрата „Благовещение на Захария“ персонажите се намират в храм с украсени със скъпоценни камъни арки и златни колони. Захария е облечен с богата туника със звънчета (додекакодон), която според описание в Библията е одеяние на висок свещенически сан. Сцената на втората миниатюра, „Благовещение“, е с композиция, подобна на първата.
На третата миниатюра, „Поклонение на влъхвите“, Богородицата е изобразена като Одигитрия – иконографски подход, много популярен през 6 век при източните християни. Сцената има интересен детайл – Богородица държи не детето Христос, а щит с неговото изображение. Детайлът е заемката от античната практика на изображенията върху щитове. Същият е изобразен на коптските фрески, намерени в Египет. Използването му в иконографията се обяснява с нейния триумфален характер през ранното Средновековие.
Последната миниатюра е „Кръщение“. На нея Христос е изобразен като дете – един рядък начин на представянето на сцената. Рамката, в която е заключена сцената, е запълнена със символичен мотив. В нейните ъгли са разположени ликовете на евангелистите. Останалата част на рамката има повтарящ се мотив на пеликан в златна купа, поставена върху златно блюдо. Изборът на птицата е израз на средновековното вярване, според което пеликанът, за да спаси своите пилета и ги нахрани, разкъсва гърдите си. Купата и блюдото са символите на свещеното причастие. Използваните декоративни елементи на рамката превръщат нейното съдържание в алегория на саможертвата на Христос.
Графичният език на живописта на финалните миниатюри свързва две различни художествени традиции. Едната е елинистическата – тя се проявява в характера на движенията на фигурите и в тоналната обработка на цветовете, освободена от резките контрасти. Другата е свързана с местното източно изкуство с типичните за него линейност, плоскост на изображения, плътни и наситени багри. Изображенията се създават от относително големи компактни форми, няма фина обработка на детайлите, рядко се срещат орнаментални мотиви. Цветовата палитра съчетава синия, зеления и оранжевия цвят със златисто-жълтия и различните оттенъци на червения.

### Миниатюри от 10 век
Повечето от миниатюрите от 10 век съдържат композиции с арки. Тяхната конфигурация е близка до квадратната с височина между 25 и 26,5 cm и ширина от 24 до 25 cm. Арките са стъпили върху колони, между колоните се намира основното съдържание на миниатюрите: текстът на посланието на Евсевий, таблиците с Каноните, Христос с апостолите, портретите на евангелистите. Всички арки са украсени с изображения на растения, птици и животни.
Посланието на Евсевий е написано от двете страни на първия лист. Текстът е включен в архитектурни конструкции с единични масивни арки, подобни на портал, като всяка от тях е с различна украса. За разлика от тях, хораните с таблиците на Каноните са леки и стройни, имат 3 или 4 арки, оцветени в червени, розови и виолетови багри.
Първата миниатюра след таблиците с Каноните изобразява куполна структура с четири колони и завеси между тях. Ротондата е с оживална форма, отгоре е увенчана със сфера и кръст и е украсена с цветя и патици. От двете страни на храма са нарисувани малки кипариси. В научните среди миниатюрата носи названието Темпието и еднозначно се интерпретира като символично изображение на светилище.
Следващата миниатюра с образите на младия Христос и двама апостоли се смята за уникална. Христос е възседнал на трон, дава благословия и държи в лявата си ръка дълъг кръст. От двете му страни са застанали две фигури, всяка с нимб над главата и книга в ръката. Предположително това са евангелисти или апостолите Петър и Павел.
Образите на евангелистите на двете миниатюри с техните портрети според някои учени не могат да се идентифицират, според други са на Матей и Марк на 6-ия лист и Лука и Йоан на 7-ия лист. Двете двойки са изобразени прави, застанали под единични масивни арки, подобни на тези с посланието на Евсевий. Десните ръце на евангелистите са издигнати, в левите те държат евангелия.
Двете последни миниатюри – „Богородица с младенеца“ и „Жертвоприношение на Авраам“ – имат правоъгълни рамки с размер 22х18 cm, очертани с три цветни ивици. Темата на миниатюрата „Жертвоприношение на Авраам“ е извън евангелския цикъл, тя е от Библия, включването ѝ свързва Стария и Новия Завет и служи като символично предвестие на Разпятието, жертвата на Сина от Бащата.
В изобразяването на детайлите в миниатюрите на Ечмиадзинското евангелие се проследяват елементите на елинистическата традиция на създаване на реалистичните образи, особено добре изразени в пластичните движения и пози на птиците и точната им цветова характеристика. Друг е подходът, проявен чрез неподвижните и фронтални образи на Богородицата, Христос, апостолите и евангелистите. В този случай се наблюдават условност и схематичност, липса на индивидуализираните черти на персонажите, изравняване на фигурите им чрез одеяния. Независимо от това, миниатюрите на кодекса притежават стилическото единство, установено от художествените традиции на ранните ръкописи. Към това допринася и живописният талант на миниатюриста, чиито свободни и смели импровизации отразяват неговата индивидуалност и умения. Като цяло живописната изразителност на оригиналните миниатюри на Ечмиадзинското евангелие се постига чрез подбора на цветовите съчетания и артистичното използване на злато. Тяхното майсторски подредено оцветяване демонстрира високия професионализъм на художника. Благодарение на артистичното съвършенство на миниатюрите от 989 г., отбелязано от редица учени, Ечмиадзинското евангелие се смята за един от най-забележителните паметници на източнохристиянската книжна живопис.

### Маргиналии
Украсата на полетата около текста се състои от декоративни знаци и малки изображения на евангелски сцени. Знаците, макар че не са инициали, служат за отбелязване на началото на главите. Те са включени допълнително в Ечмиадзинското евангелие през 11/12 век, когато разделянето на глави става практика за арменските ръкописи. Нарисуваните по полетата сцени са слаби копия на други миниатюри, в някои случаи от самото Ечмиадзинско евангелие. Маргиналиите не са част от оригиналното художествено оформление на кодекса и според някои автори разрушават хармонията на неговата текстова част.

## Подвързия
Ечмиадзинското евангелие е подвързано с корици от слонова кост, украсени с художествена резба. За подвързията няма данни нито в основния колофон от 989 г., нито в по-късните записи. Материалът и изгравираните изображения като стил и иконография са характерни за раннохристиянските паметници и достатъчно точно определят 6 век като време на създаването на подвързията. Съществува предположение, че скъпоценните корици, подобно на четирите последни миниатюри, са оцелелите части на по-ранен ръкопис, овехтял или по-вероятно повреден към края на 10 век. Те се използват отново за четвероевангелие, което специално се създава с подходящ за кориците размер, но се илюстрира в съответствие с художествените изисквания на новото време. Оцелелите миниатюри от по-ранното евангелие се подвързват към новото в качеството им на скъпоценна реликва.
Размерът на корици от слонова кост е 36,5x29,5 cm. Всяка от тях се състои от пет отделни резбовани плочки. В долната и горната части по ширината на кориците има по една плочка във вид на хоризонтален правоъгълник, между тях са наредени три други плочки. Централната е най-голяма, страничните плочки имат по две резбовани сцени, разположени една над друга. Границите между плочките са прикрити с орнаментирани рамки. Евангелските теми върху лицевата корица са посветени на Богородицата, върху задната са с епизодите от живота на Христос.
На централната плочка на лицевата корица е изобразена Богородицата с младенеца, заобиколена от двама ангели. Страничните плочки са със сцените „Благовещение“, „Изпитание с водата на осъждане“, „Рождество“ и „Изход от Египет“. Долната плочка е със сцената „Поклонение на влъхвите“, горната показва двама летящи ангела, повдигащи лавров венец с кръст.
Централната плочка на долната корица изобразява седналия на трон Христос и изправените зад него апостоли Петър и Павел. Страничните плочки съдържат четири сцени, посветени на чудесните изцеления. Долната плочка изобразява влизането на Христос в Йерусалим, горната е със същата сцена, като лицевата част.
Подвързията на кодекса впечатлява не само с добре преценената композиция на сцените, при която голямата централна фигура на основния персонаж обединява около себе по-малките изображения, но и с обмисления подход при избора на резбата. Релефът на резбата съответства на функцията на подвързията – той не е много дълбок, за да бъде удобен при действия с книгата. Обемът се разкрива с помощта на опростено моделиране. Детайлите, в частност драпериите на дрехите, се създават с начертаване, без да се обработват в дълбочина, което води до оригинална текстура и графичен характер на изображението.